# 薄レンズ

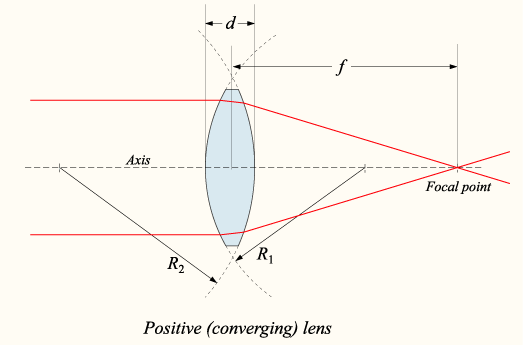
d << fの場合、薄レンズと見なせる。

薄レンズ（うすレンズ）とは、焦点距離に比べて2面の距離が十分小さいレンズをさす光学での用語である。薄レンズではないレンズは「厚レンズ」と呼ばれることがある。
薄レンズ近似とは、レンズの厚みによる光学的な影響を無視して光線追跡などの計算を簡略化する手法である。この手法は近軸近似と組み合わせて用いられることが多い。

## 焦点距離

空気中のレンズの焦点距離fは、レンズメーカーの方程式で与えられる:
{\displaystyle {\frac {1}{f}}=(n-1)\left[{\frac {1}{R_{1}}}-{\frac {1}{R_{2}}}+{\frac {(n-1)d}{nR_{1}R_{2}}}\right],}
nは屈折率、R1 と R2は2つの面の曲率半径。薄いレンズの場合、dは曲率半径の一つよりもはるかに小さい。

## 参考資料
1. ↑  
Hecht, Eugene (1987). Optics (2nd ed.). Addison Wesley. § 5.2.3. ISBN 0-201-11609-X。この式は、任意の符号規約。もしこの符号があなたの教科書と一致しないなら、あなたの本では別の符号が使われているはずである。
  はおそらく別の符号規則を使っているのだろう。